# Лятифов, Турал Садых оглы
Турал Садых оглы Лятифов (азерб. Tural Sadıx oğlu Lətifov; род. 14 апреля 1992, Баку) — азербайджанский футболист, нападающий клуба Хила. Основная специализация — мини-футбол.

## Биография
Большую часть своей карьеры мини-футболиста провёл в составе клуба из высшей лиги Азербайджана по мини футболу, клуба МФК Ясамал из города Баку. Позднее перешёл в бакинский мини-футбольный клуб «Баку ТФК».
Имеет также легионерский опыт выступления за российский любительский футбольный клуб — «Строитель» в чемпионате города Тюмени.
| № | Клуб             | Страна            | Период    | Матчи/Голы          |
| - | ---------------- | ----------------- | --------- | ------------------- |
| 1 | ФК Строитель     | Флаг России       | 2016      | 18 матчей / 1 гол   |
| 2 | МФК Ясамал       | Флаг Азербайджана | 2017-2018 | 17 матчей / 9 голов |
| 3 | Баку ТФК         | Флаг Азербайджана | 2019-2020 | 19 матчей / 3 гола  |
| 4 | Хила ФК          | Флаг Азербайджана | 2021-2022 | 15 матчей / 5 голов |
| 5 | Альянс Ленкорань | Флаг Азербайджана | 2022-2023 | 5 матчей / 3 голов  |